# Kuria Village
Kuria Village är en ort i Kiribati.   Den ligger i örådet Abaiang och ögruppen Gilbertöarna, i den norra delen av landet, 60 km norr om huvudstaden Tarawa. Kuria Village ligger 11 meter över havet och antalet invånare är 219.
Terrängen runt Kuria Village är mycket platt.  Närmaste större samhälle är Tuarabu Village, 8,4 km sydost om Kuria Village. 